# بنته

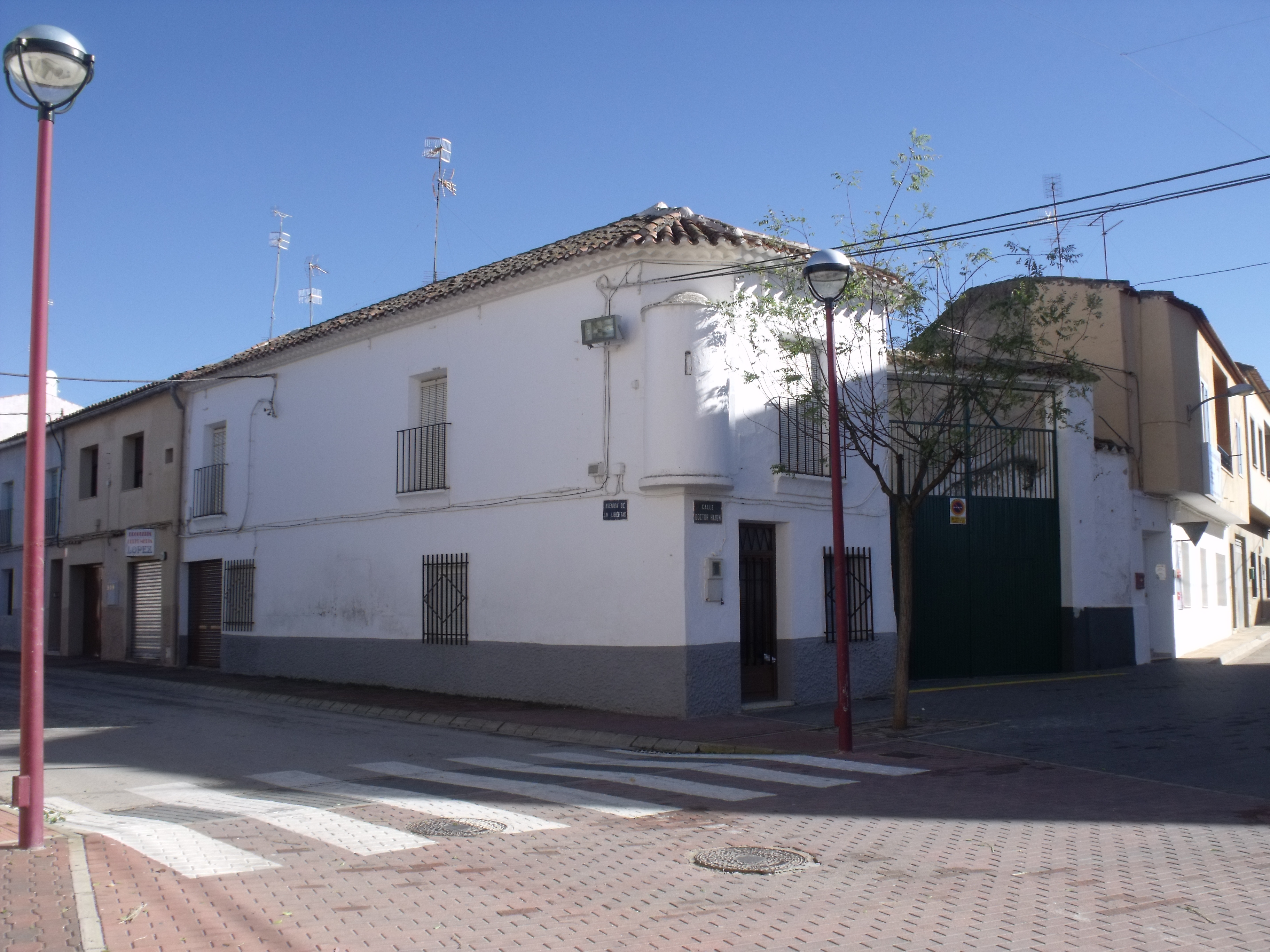

بنته دهستانی در استان آلباستهٔ اسپانیا است.
در این دهستان ۱۲۷۰ نفر زندگی می‌کنند. مساحت این دهستان ۱۲۴٫۹۸ کیلومتر مربع است.